# África Blesa Bort
África Blesa Bort (Santa Isabel de Fernando Poo, Guinea Espanyola; 14 de desembre de 1958) és una exgimnasta rítmica espanyola. Va formar part de la primera selecció nacional de gimnàstica rítmica d'Espanya i va participar en el Campionat del Món de Madrid el 1975.

## Biografia esportiva

### Inicis
Va néixer el 1959 a Santa Isabel de Fernando Poo (Guinea Espanyola), on el seu pare treballava en una explotació fruitera i agrícola. El 1968 es va traslladar a Barcelona amb la seva família. A l'Institut Maragall va començar a practicar gimnàstica educativa, participant en campionats escolars. Posteriorment es va interessar en la gimnàstica rítmica, la qual va començar a practicar el 1971. Es va traslladar llavors a Madrid i el 1973 va participar com alumna en el primer curs d'entrenadores i jutgesses de gimnàstica rítmica, impartit per la italiana Egle Abruzzini i l'hongaresa Madame Abat .

### Etapa en la selecció nacional
Va formar part de la primera selecció nacional de gimnàstica rítmica d'Espanya, creada per la Reial Federació Espanyola de Gimnàstica el 1974. La seleccionadora de l'equip era la búlgara Ivanka Tchakarova, que comptava amb l'ajuda com a entrenadora de Carmen Algora. En un primer moment van entrenar al gimnàs de la Delegació Nacional d'Esports, on no hi havia moqueta, i posteriorment van passar al Gimnàs Moscardón de Madrid. També van realitzar diverses concentracions abans de les competicions, com les que van tenir a Pontevedra, Sofia i Varna. El 1974 va participar en la trobada Espanya-Itàlia a Madrid, la seva primera competició internacional.

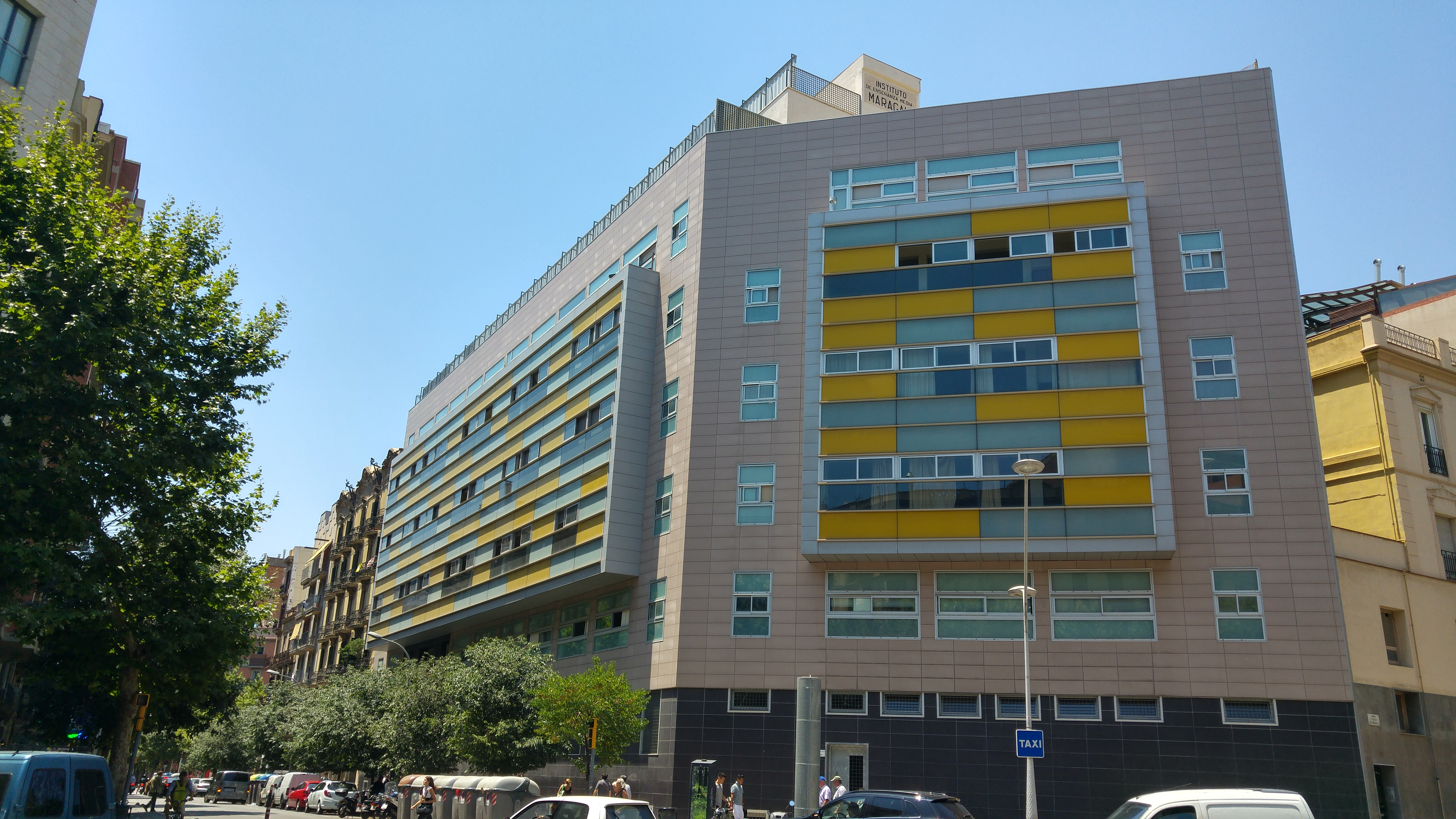
Institut Maragall de Barcelona, on África va començar a practicar gimnàstica
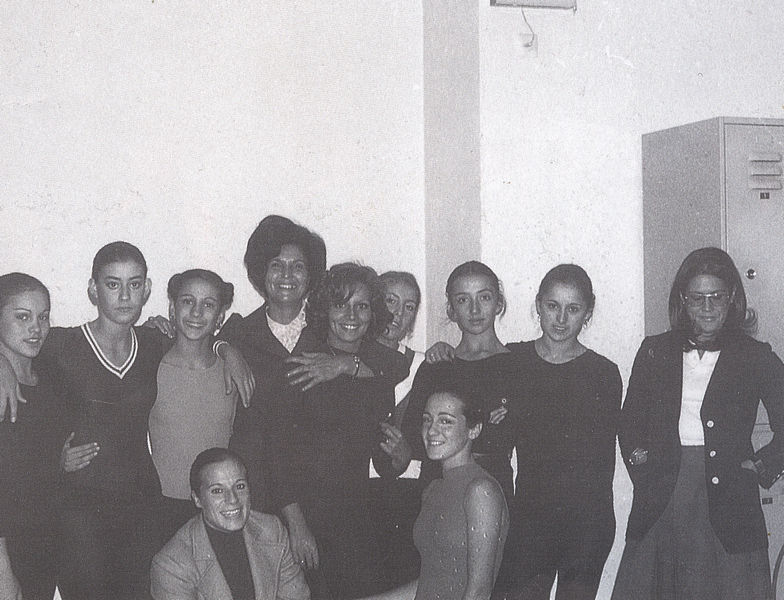
África (tercera a l'esquerra) amb la selecció nacional (1975)
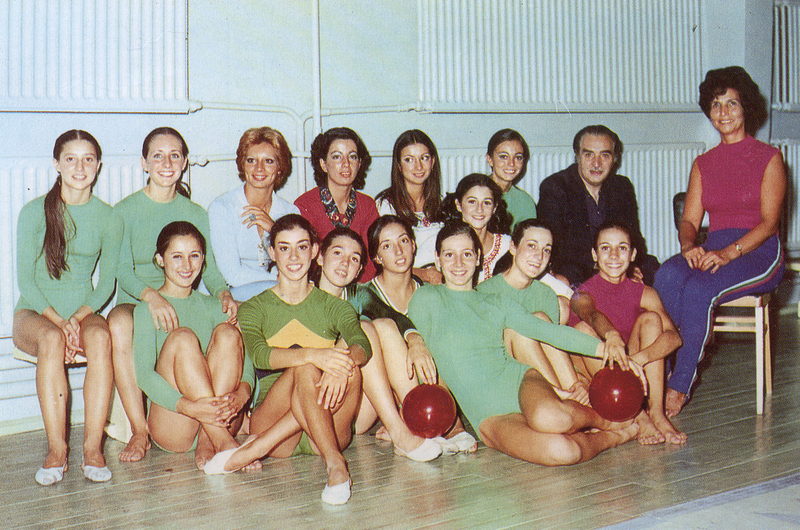
África (asseguda a terra, primera a la dreta) amb la selecció espanyola de gimnàstica rítmica (1975)

A finals d'abril de 1975, va disputar el I Campionat d'Espanya de gimnàstica rítmica, celebrat a Madrid. En el mateix va quedar subcampiona de la general, per darrere de Begoña Blasco i empatada amb María Jesús Alegre. En les finals per aparells va ser plata en cèrcol, or en maces i novament or en cinta. Al maig de 1975 va participar amb Alegre i Blasco en el torneig de Corbeil-Essonnes i la Copa Stoudenska Tribouna de Sofia.
El novembre de 1975, va participar en el Campionat del Món de Madrid, on va obtenir el 9è lloc en la general i el 4t lloc en cinta. Les altres representants espanyoles al Mundial van ser María Jesús Alegre, Begoña Blasco i el conjunt espanyol. Encara que l'inici de la competició estava inicialment previst per al 20 de novembre, va haver de ser retardat a causa de la mort de Francisco Franco. En una Copa d'Europa no oficial disputada Viena a l'abril de 1976, on van acudir les individuals de la selecció, va ser 8a. Al maig va tornar a acudir amb la resta d'inviduals a la Copa Stoudenska Tribouna de Sofia, on va quedar 16a. En el II Campionat d'Espanya de Gimnàstica Rítmica, disputat novament a Madrid aquest any, va ser medalla de bronze a la general, or en cèrcol, plata en corda i cinta, i bronze en pilota. Aquest any va participar amb les seves companyes en una exhibició a l'obertura dels Jocs Olímpics de Mont-real 1976. Al maig de 1977 va tornar a la Copa Stoudenska Tribouna de Sofia, on va ser 17a a la general. Al desembre de 1977 va ser 4a en la general del Campionat d'Espanya Individual de gimnàstica rítmica a Gijón, sent bronze en cèrcol, 5a en pilota i 4a en corda.

### Retirada de la gimnàstica
El 1977 va començar a estudiar Educació Física a l'INEF de Madrid, llicenciant-se el 1982. El 1984, el Ministeri d'Afers Exteriors li va atorgar una borsa de viatge per traslladar-se a la prestigiosa companyia de dansa Alvin Ailey American Dance Theater de Nova York.

## Palmarès esportiu

### Selecció espanyola
| 1975 - Campionat del Món de Madrid 9è lloc en concurs general 4è lloc en cinta 1976 - Copa d'Europa de Viena (no oficial) 8è lloc en concurs general - Copa Stoudenska Tribouna de Sofia 16è lloc en concurs general 1977 - Copa Stoudenska Tribouna de Sofia 17è lloc en concurs general |